# Morti nel 1071
| Questa pagina contiene informazioni ricavate automaticamente dalle voci biografiche con l'ausilio del template Bio e di un bot. L'aggiornamento è periodico e automatico e ricostruisce completamente la pagina. Se manca una persona in questa lista, sei pregato di non aggiungerla, ma accertati piuttosto che la sua voce biografica contenga il template Bio e che i dati anagrafici siano correttamente compilati. Se il template Bio manca, inseriscilo tu stesso o, in alternativa, metti l'avviso {{tmp\|Bio}} che ne segnala la mancanza. Se i dati riportati sono sbagliati, correggi direttamente la voce biografica; le modifiche saranno visibili in questa lista entro pochi giorni. Per chiarimenti vedi il progetto biografie. La lista contiene solo le 14 persone che sono citate nell'enciclopedia e per le quali è stato implementato correttamente il template Bio. Pagina aggiornata al 13 gen 2025. |

- 26 gennaio - Adelaide di Eilenburg, nobile tedesca
- 17 febbraio - Frozza Orseolo, nobildonna italiana (n. 1015)
- 20 febbraio - William FitzOsbern, I conte di Hereford, nobile e cavaliere medievale normanno
- 22 febbraio - Arnolfo III di Fiandra, conte
- 23 agosto - Guido da Velate, arcivescovo cattolico italiano
- 16 ottobre - Almodis de La Marche, nobile
- 2 dicembre - Ibn 'Abd al-Barr, giurista arabo (n. 978)
- Attone dei Marsi, vescovo italiano (n. 1034)
- Domenico I Contarini, doge
- Edwin, conte di Mercia, nobile anglosassone
- Goffredo d'Altavilla, condottiero normanno
- William Malet, politico normanno
- Nuno II Mendes, militare spagnolo
- Æthelwine, vescovo cattolico inglese